# Graduate Texts in Mathematics
Graduate Texts in Mathematics (GTM) (ISSN 0072-5285) ist eine englischsprachige Lehrbuchreihe im Springer Verlag. Wie der Name sagt ist sie für Studenten im Master-Studium – früher: nach dem Vordiplom – (Graduate School) bestimmt, für Undergraduates gibt es eine eigene Reihe bei Springer (Undergraduate Texts in Mathematics). Sie erscheint seit 1971. Gegenwärtige Herausgeber sind Sheldon Axler und Kenneth Ribet. Erster Managing Editor war Paul Halmos und weitere Herausgeber unter ihm John H. Ewing und Frederick Gehring.

## Verzeichnis der Titel
Bei den Erscheinungsdaten stehen auch die Daten von Neuauflagen. Die Nummerierung der Liste entspricht der Folge.
1. Introduction to Axiomatic Set Theory. Gaisi Takeuti, Wilson M. Zaring (1971, 1982, ISBN 1-4613-8170-3)
2. Measure and Category – A Survey of the Analogies between Topological and Measure Spaces. John C. Oxtoby (1980, ISBN 0-387-90508-1)
3. Topological Vector Spaces. Helmut H. Schaefer (1999, ISBN 0-387-98726-6)
4. A Course in Homological Algebra. Peter Hilton, Urs Stammbach (1997, ISBN 0-387-94823-6)
5. Categories for the Working Mathematician. Saunders Mac Lane (1998, ISBN 0-387-98403-8)
6. Projective Planes. Daniel R. Hughes, Fred C. Piper (1982, ISBN 3-540-90043-8)
7. A Course in Arithmetic. Jean-Pierre Serre (1996, ISBN 0-387-90040-3)
8. Axiomatic Set Theory. Gaisi Takeuti, Wilson M. Zaring (1973, ISBN 3-540-90050-0)
9. Introduction to Lie Algebras and Representation Theory. James E. Humphreys (1997, ISBN 0-387-90053-5)
10. A Course in Simple-Homotopy Theory. Marshall. M. Cohen (1973, ISBN 0-387-90056-X)
11. Functions of One Complex Variable I. John B. Conway (1978, ISBN 0-387-90328-3)
12. Advanced Mathematical Analysis. Richard Beals  (1973, ISBN 0-387-90065-9)
13. Rings and Categories of Modules. Frank W. Anderson, Kent R. Fuller  (1992, ISBN 0-387-97845-3)
14. Stable Mappings and Their Singularities. Martin Golubitsky, Victor Guillemin (1974, ISBN 0-387-90072-1)
15. Lectures in Functional Analysis and Operator Theory. Sterling K. Berberian (1974, ISBN 0-387-90080-2)
16. The Structure of Fields. David J. Winter (1974, ISBN 3-540-90074-8)
17. Random Processes. Murray Rosenblatt (1974, ISBN 0-387-90085-3)
18. Measure Theory. Paul R. Halmos (1974, ISBN 0-387-90088-8)
19. A Hilbert Space Problem Book. Paul R. Halmos (1982, ISBN 0-387-90685-1)
20. Fibre Bundles. Dale Husemoller (1994, ISBN 0-387-94087-1)
21. Linear Algebraic Groups. James E. Humphreys  (1998, ISBN 0-387-90108-6)
22. An Algebraic Introduction to Mathematical Logic. Donald W. Barnes, John M. Mack (1975, ISBN 0-387-90109-4)
23. Linear Algebra. Werner H. Greub (1981, ISBN 0-387-90110-8)
24. Geometric Functional Analysis and Its Applications. Richard B. Holmes (1975, ISBN 0-387-90136-1)
25. Real and Abstract Analysis. Edwin Hewitt, Karl Stromberg (1975, ISBN 0-387-90138-8)
26. Algebraic Theories. Ernest G. Manes (1976, ISBN 3-540-90140-X)
27. General Topology. John L. Kelley (1975, ISBN 0-387-90125-6)
28. Commutative Algebra I. Oscar Zariski, Pierre Samuel (1975, ISBN 0-387-90089-6)
29. Commutative Algebra II. Oscar Zariski, Pierre Samuel (1975, ISBN 0-387-90171-X)
30. Lectures in Abstract Algebra I: Basic Concepts. Nathan Jacobson (1976, ISBN 0-387-90181-7)
31. Lectures in Abstract Algebra II: Linear Algebra. Nathan Jacobson (1984, ISBN 0-387-90123-X)
32. Lectures in Abstract Algebra III: Theory of Fields and Galois Theory. Nathan Jacobson (1976, ISBN 0-387-90168-X)
33. Differential Topology. Morris W. Hirsch (1976, ISBN 0-387-90148-5)
34. Principles of Random Walk. Frank Spitzer (2001, ISBN 0-387-95154-7)
35. Several Complex Variables and Banach Algebras. Herbert Alexander, John Wermer (1998, ISBN 0-387-98253-1)
36. Linear Topological Spaces. John L. Kelley, Isaac Namioka (1982, ISBN 0-387-90169-8)
37. Mathematical Logic. J. Donald Monk (1976, ISBN 0-387-90170-1)
38. Several Complex Variables. Hans Grauert, Klaus Fritzsche (1976, ISBN 0-387-90172-8)
39. An Invitation to {\displaystyle C^{*}}-Algebras. William Arveson (1976, ISBN 0-387-90176-0)
40. Denumerable Markov Chains. John G. Kemeny, J. Laurie Snell, Anthony W. Knapp (1976, ISBN 0-387-90177-9)
41. Modular Functions and Dirichlet Series in Number Theory. Tom M. Apostol (1989, ISBN 0-387-97127-0)
42. Linear Representations of Finite Groups. Jean-Pierre Serre (1977, ISBN 0-387-90190-6)
43. Rings of Continuous Functions. Leonard Gillman, Meyer Jerison (1976, ISBN 0-387-90198-1)
44. Elementary Algebraic Geometry. Keith Kendig (1977, ISBN 0-387-90199-X) (die 2. Auflage erschien bei Dover, 2015, ISBN 978-0-486-78608-7)
45. Probability Theory I. Michel Loève (1977, ISBN 0-387-90210-4)
46. Probability Theory II. Michel Loève (1978, ISBN 0-387-90262-7)
47. Geometric Topology in Dimensions 2 and 3. Edwin E. Moise (1977, ISBN 0-387-90220-1)
48. General Relativity for Mathematicians. Rainer K. Sachs, H. Wu (1983, ISBN 0-387-90218-X)
49. Linear Geometry. Karl Gruenberg, A. J. Weir (2010, ISBN 978-0-387-90227-2)
50. Fermat’s Last Theorem: A Genetic Introduction to Algebraic Number Theory. Harold M. Edwards (2000, ISBN 0-387-90230-9)
51. A Course in Differential Geometry. Wilhelm Klingenberg, David Allen Hoffman (1983, ISBN 0-387-90255-4)
52. Algebraic Geometry. Robin Hartshorne (2010, ISBN 978-1-4419-2807-8)
53. A Course in Mathematical Logic for Mathematicians.  Yuri Manin, Boris Zilber  (2009, ISBN 978-1-4419-0614-4)
54. Combinatorics with Emphasis on the Theory of Graphs. Mark E. Watkins, Jack E. Graver (1977, ISBN 0-387-90245-7)
55. Introduction to Operator Theory I: Elements of Functional Analysis. Arlen Brown, Carl Pearcy (1977, ISBN 0-387-90257-0)
56. Algebraic Topology: An Introduction. William S. Massey (1977, ISBN 0-387-90271-6)
57. Introduction to Knot Theory. Richard H. Crowell, Ralph H. Fox (1977, ISBN 0-387-90272-4)
58. p-adic Numbers, p-adic Analysis, and Zeta-Functions. Neal Koblitz (1984, ISBN 0-387-96017-1)
59. Cyclotomic Fields. Serge Lang (1978, ISBN 0-387-90307-0)
60. Mathematical Methods of Classical Mechanics. V. I. Arnold, A. Weinstein, K. Vogtmann (1989, ISBN 0-387-96890-3)
61. Elements of Homotopy Theory. George W. Whitehead (1978, ISBN 0-387-90336-4)
62. Fundamentals of the Theory of Groups. M. I. Kargapolov, J. I. Merzljakov (1979, ISBN 1-4612-9966-7)
63. Graph Theory – An Introductory Course. Béla Bollobás (1979, ISBN 1-4612-9969-1)
64. Fourier Series – A Modern Introduction Volume 1. Robert Edmund Edwards (1979, ISBN 1-4612-6210-0)
65. Differential Analysis on Complex Manifolds. Raymond O. Wells (2008, ISBN 978-0-387-73891-8)
66. Introduction to Affine Group Schemes. William C. Waterhouse (1979, ISBN 1-4612-6219-4)
67. Local Fields. Jean-Pierre Serre (1979, ISBN 0-387-90424-7)
68. Linear Operators in Hilbert Spaces. Joachim Weidmann (1980, ISBN 1-4612-6029-9)
69. Cyclotomic Fields II. Serge Lang (1980, ISBN 1-4684-0088-6)
70. Singular Homology Theory. William S. Massey (1980, ISBN 1-4684-9233-0)
71. Riemann Surfaces. Hershel Farkas, Irwin Kra (1992, ISBN 0-387-97703-1)
72. Classical Topology and Combinatorial Group Theory. John Stillwell (1980, 1993, ISBN 0-387-97970-0)
73. Algebra. Thomas W. Hungerford (1974, ISBN 0-387-90518-9)
74. Multiplicative Number Theory. Harold Davenport, Hugh Montgomery (2000, ISBN 0-387-95097-4)
75. Basic Theory of Algebraic Groups and Lie Algebras. Gerhard Hochschild (1981, ISBN 1-4613-8116-9)
76. Algebraic Geometry – An Introduction to Birational Geometry of Algebraic Varieties. Shigeru Iitaka (1982, ISBN 1-4613-8121-5)
77. Lectures on the Theory of Algebraic Numbers. Erich Hecke (1981, ISBN 0-387-90595-2)
78. A Course in Universal Algebra. Stanley Burris, H. P. Sankappanavar) (1981 ISBN 0-387-90578-2)
79. An Introduction to Ergodic Theory. Peter Walters (1982, ISBN 0-387-95152-0)
80. A Course in the Theory of Groups. Derek J. S. Robinson (1996, ISBN 0-387-94461-3)
81. Lectures on Riemann Surfaces. Otto Forster (1981, ISBN 0-387-90617-7)
82. Differential Forms in Algebraic Topology. Raoul Bott, Loring W. Tu (1982, ISBN 0-387-90613-4)
83. Introduction to Cyclotomic Fields. Lawrence C. Washington (1997,  ISBN 0-387-94762-0)
84. A Classical Introduction to Modern Number Theory. Kenneth Ireland, Michael Rosen (1990, ISBN 0-387-97329-X)
85. Fourier Series – A Modern Introduction Volume 2. Robert Edmund Edwards (1982,  ISBN 1-4613-8158-4)
86. Introduction to Coding Theory. Jacobus van Lint (1998, ISBN 3-540-64133-5)
87. Cohomology of Groups. Kenneth Stephen Brown (1982, ISBN 1-4684-9329-9)
88. Associative Algebras. Richard S. Pierce (1982, ISBN 1-4757-0165-9)
89. Introduction to Algebraic and Abelian Functions. Serge Lang (1982, ISBN 0-387-90710-6)
90. An Introduction to Convex Polytopes. Arne Brondsted (1983, ISBN 1-4612-1148-4)
91. The Geometry of Discrete Groups. Alan Beardon (1983, 1995, ISBN 1-4612-7022-7)
92. Sequences and Series in Banach Spaces. Joseph Diestel (1984, ISBN 1-4612-9734-6)
93. Modern Geometry – Methods and Applications Part I: The Geometry of Surfaces, Transformation Groups, and Fields. Boris Anatoljewitsch Dubrowin, Anatoli Timofejewitsch Fomenko, Sergei Petrowitsch Nowikow (1992,  ISBN 0-387-97663-9)
94. Foundations of Differentiable Manifolds and Lie Groups. Frank W. Warner (1983, ISBN 0-387-90894-3)
95. Band 95 ist aufgeteilt in zwei Bücher, basierend auf der zweibändigen russischen Ausgabe von 2007:
  1. Probability-1. Albert Shiryaev (2016, ISBN 978-0-387-72205-4)
  2. Probability-2. Albert Shiryaev (2021, ISBN 978-1-07-161829-5)
96. A Course in Functional Analysis. John B. Conway (2007, ISBN 978-0-387-97245-9)
97. Introduction to Elliptic Curves and Modular Forms. Neal Koblitz (1993, ISBN 0-387-97966-2)
98. Representations of Compact Lie Groups. Theodor Bröcker, Tammo tom Dieck (1985, ISBN 3-540-13678-9)
99. Finite Reflection Groups. Larry C. Grove, Clark T. Benson (1985, ISBN 0-387-96082-1)
100. Harmonic Analysis on Semigroups – Theory of Positive Definite and Related Functions. Christian Berg, Jens Peter Reus Christensen, Paul Ressel (1984, ISBN 0-387-90925-7)
101. Galois Theory. Harold M. Edwards (1984, ISBN 0-387-90980-X)
102. Lie Groups, Lie Algebras, and Their Representations. V. S. Varadarajan (1984, ISBN 0-387-90969-9)
103. Complex Analysis. Serge Lang (1999, ISBN 0-387-98592-1)
104. Modern Geometry – Methods and Applications Part II: The Geometry and Topology of Manifolds. B. A. Dubrovin, A. Fomenko, S. P. Novikov (1985, ISBN 0-387-96162-3)
105. {\displaystyle \operatorname {SL} _{2}(\mathbb {R} )}. Serge Lang (1985, ISBN 0-387-96198-4)
106. The Arithmetic of Elliptic Curves. Joseph H. Silverman (2009, ISBN 978-0-387-09493-9)
107. Applications of Lie Groups to Differential Equations. Peter J. Olver (1993, ISBN 1-4684-0276-5)
108. Holomorphic Functions and Integral Representations in Several Complex Variables. R. Michael Range (1986, ISBN 0-387-96259-X)
109. Univalent Functions and Teichmüller Spaces. Olli Lehto (1987, ISBN 1-4613-8654-3)
110. Algebraic Number Theory. Serge Lang (1994, ISBN 0-387-94225-4)
111. Elliptic Curves. Dale Husemöller (2004, ISBN 0-387-95490-2)
112. Elliptic Functions. Serge Lang (1987, ISBN 0-387-96508-4)
113. Brownian Motion and Stochastic Calculus. Ioannis Karatzas, Steven E. Shreve (2000, ISBN 0-387-97655-8)
114. A Course in Number Theory and Cryptography. Neal Koblitz ( 1994, ISBN 1-4684-0312-5)
115. Differential Geometry: Manifolds, Curves and Surfaces. Marcel Berger, Bernard Gostiaux (1988, ISBN 0-387-96626-9)
116. Measure and Integral – Volume 1. John L. Kelley, T.P. Srinivasan (1988, ISBN 0-387-96633-1)
117. Algebraic Groups and Class Fields. Jean-Pierre Serre (1988, ISBN 1-4612-6993-8)
118. Analysis Now. Gert K. Pedersen (1989, ISBN 0-387-96788-5)
119. An Introduction to Algebraic Topology. Joseph J. Rotman (1988, ISBN 0-387-96678-1)
120. Weakly Differentiable Functions – Sobolev Spaces and Functions of Bounded Variation. William P. Ziemer (1989, ISBN 0-387-97017-7)
121. Cyclotomic Fields I and II. Serge Lang (1990,  Ausgabe in einem Band. ISBN 1-4612-6972-5) (ursprünglich in zwei Bänden)
122. Theory of Complex Functions. Reinhold Remmert (1991, ISBN 0-387-97195-5)
123. Numbers. Heinz-Dieter Ebbinghaus, Reinhold Remmert, Friedrich Hirzebruch, Max Koecher, Hans Hermes u. a. (1990, ISBN 0-387-97497-0)
124. Modern Geometry – Methods and Applications Part III: Introduction to Homology Theory. B. A. Dubrovin, A. Fomenko, S. P. Novikov (1990, ISBN 0-387-97271-4)
125. Complex Variables – An Introduction. Carlos A. Berenstein, Roger Gay (1991, ISBN 978-0-387-97349-4)[2]
126. Linear Algebraic Groups. Armand Borel (1991, ISBN 1-4612-6954-7)
127. A Basic Course in Algebraic Topology. William S. Massey (1991,  ISBN 0-387-97430-X)
128. Partial Differential Equations. Jeffrey Rauch (1991, ISBN 1-4612-6959-8)
129. Representation Theory. William Fulton, Joe Harris (1991, ISBN 3-540-00539-0)
130. Tensor Geometry – The Geometric Viewpoint and its Uses. Christopher T. J. Dodson, Timothy Poston (1991, ISBN 3-540-52018-X)
131. A First Course in Noncommutative Rings. Tsit Yuen Lam (2001, ISBN 0-387-95183-0)
132. Iteration of Rational Functions – Complex Analytic Dynamical Systems. Alan F. Beardon (1991, ISBN 0-387-95151-2)
133. Algebraic Geometry. Joe Harris (1992, ISBN 0-387-97716-3)
134. Coding and Information Theory. Steven Roman (1992, ISBN 0-387-97812-7)
135. Advanced Linear Algebra. Steven Roman (2008, ISBN 978-0-387-72828-5)
136. Algebra – An Approach via Module Theory. William Adkins, Steven Weintraub (1992, ISBN 0-387-97839-9)
137. Harmonic Function Theory. Sheldon Axler, Paul Bourdon, Wade Ramey (2001, ISBN 0-387-95218-7)
138. A Course in Computational Algebraic Number Theory. Henri Cohen (1996, ISBN 0-387-55640-0)
139. Topology and Geometry. Glen E. Bredon (1993, ISBN 0-387-97926-3)
140. Optima and Equilibria. Jean-Pierre Aubin (1998, ISBN 3-642-08446-X)
141. Gröbner Bases – A Computational Approach to Commutative Algebra. Thomas Becker, Volker Weispfenning (1993, ISBN 0-387-97971-9)
142. Real and Functional Analysis. Serge Lang (1993, ISBN 0-387-94001-4)
143. Measure Theory. Joseph Leo Doob (1994, ISBN 0-387-94055-3)
144. Noncommutative Algebra. Benson Farb, R. Keith Dennis (1993, ISBN 0-387-94057-X)
145. Homology Theory – An Introduction to Algebraic Topology. James W. Vick (1994,  ISBN 0-387-94126-6)
146. Computability – A Mathematical Sketchbook. Douglas S. Bridges (1994, ISBN 0-387-94174-6)
147. Algebraic K-Theory and Its Applications. Jonathan Rosenberg (1994, ISBN 0-387-94248-3)
148. An Introduction to the Theory of Groups. Joseph J. Rotman (1995, ISBN 0-387-94285-8)
149. Foundations of Hyperbolic Manifolds. John G. Ratcliffe (2006, ISBN 0-387-94348-X)
150. Commutative Algebra – with a View Toward Algebraic Geometry. David Eisenbud (1995, ISBN 0-387-94269-6)
151. Advanced Topics in the Arithmetic of Elliptic Curves. Joseph H. Silverman (1994, ISBN 0-387-94328-5)
152. Lectures on Polytopes. Günter M. Ziegler (1995, ISBN 0-387-94365-X)
153. Algebraic Topology – A First Course. William Fulton (1995, ISBN 0-387-94327-7)
154. An Introduction to Analysis. Arlen Brown, Carl Pearcy (1995, ISBN 0-387-94369-2)
155. Quantum Groups. Christian Kassel (1995, ISBN 0-387-94370-6)
156. Classical Descriptive Set Theory. Alexander S. Kechris (1995, ISBN 0-387-94374-9)
157. Integration and Probability. Paul Malliavin (1995, ISBN 0-387-94409-5)
158. Field Theory. Steven Roman (2006, ISBN 0-387-27677-7)
159. Functions of One Complex Variable II. John B. Conway (1995, ISBN 0-387-94460-5)
160. Differential and Riemannian Manifolds. Serge Lang (1995, ISBN 0-387-94338-2)
161. Polynomials and Polynomial Inequalities. Peter Borwein, Tamás Erdélyi (1995, ISBN 0-387-94509-1)
162. Groups and Representations. Jonathan L. Alperin, Rowen B. Bell (1995, ISBN 0-387-94526-1)
163. Permutation Groups. John D. Dixon, Brian Mortimer (1996, ISBN 0-387-94599-7)
164. Additive Number Theory The Classical Bases. Melvyn B. Nathanson (1996, ISBN 0-387-94656-X)
165. Additive Number Theory: Inverse Problems and the Geometry of Sumsets. Melvyn B. Nathanson (1996, ISBN 0-387-94655-1)
166. Differential Geometry – Cartan’s Generalization of Klein’s Erlangen Program. Richard W. Sharpe (1997, ISBN 0-387-94732-9)
167. Field and Galois Theory. Patrick Morandi (1996, ISBN 0-387-94753-1)
168. Combinatorial Convexity and Algebraic Geometry. Günter Ewald (1996, ISBN 1-4612-8476-7)
169. Matrix Analysis. Rajendra Bhatia (1997, ISBN 0-387-94846-5)
170. Sheaf Theory. Glen E. Bredon (1997, ISBN 0-387-94905-4)
171. Riemannian Geometry. Peter Petersen (2016, ISBN 978-3-319-26652-7)
172. Classical Topics in Complex Function Theory. Reinhold Remmert (1998, ISBN 0-387-98221-3)
173. Graph Theory. Reinhard Diestel (2017, ISBN 978-3-662-53621-6)
174. Foundations of Real and Abstract Analysis. Douglas S. Bridges (1998, ISBN 0-387-98239-6)
175. An Introduction to Knot Theory. W. B. R. Lickorish (1997, ISBN 1-4612-6869-9)
176. Riemannian Manifolds – An Introduction to Curvature. John M. Lee (1997, ISBN 0-387-98271-X)
177. Analytic Number Theory . Donald J. Newman (1998, ISBN 0-387-98308-2)
178. Nonsmooth Analysis and Control Theory. Francis H. Clarke, Yuri S. Ledyaev, Ronald J. Stern, Peter R. Wolenski (1998, ISBN 0-387-98336-8)
179. Banach Algebra Techniques in Operator Theory. Ronald G. Douglas (1998, ISBN 0-387-98377-5)
180. A Course on Borel Sets. S. M. Srivastava (1998, ISBN 0-387-98412-7)
181. Numerical Analysis. Rainer Kreß (1998, ISBN 0-387-98408-9)
182. Ordinary Differential Equations. Wolfgang Walter (1998, ISBN 0-387-98459-3)
183. An Introduction to Banach Space Theory. Robert Megginson (1998, ISBN 0-387-98431-3)
184. Modern Graph Theory. Béla Bollobás (1998, ISBN 0-387-98488-7)
185. Using Algebraic Geometry. David A. Cox, John Little, Donal O’Shea (2005,  ISBN 0-387-20706-6)
186. Fourier Analysis on Number Fields. Dinakar Ramakrishnan, Robert J. Valenza (1999, ISBN 0-387-98436-4)
187. Moduli of Curves. Joe Harris, Ian Morrison (1998, ISBN 0-387-98438-0)
188. Lectures on the Hyperreals. Robert Goldblatt (1998, ISBN 1-4612-6841-9)
189. Lectures on Modules and Rings. Tsit Yuen Lam (1999, ISBN 0-387-98428-3)
190. Problems in Algebraic Number Theory. M. Ram Murty, Jody Indigo Esmonde (2005,  ISBN 0-387-22182-4)
191. Fundamentals of Differential Geometry. Serge Lang (1999, ISBN 0-387-98593-X)
192. Elements of Functional Analysis. Francis Hirsch, Gilles Lacombe (1999, ISBN 0-387-98524-7)
193. Advanced Topics in Computational Number Theory. Henri Cohen (2000, ISBN 0-387-98727-4)
194. One-Parameter Semigroups for Linear Evolution Equations.  Klaus-Jochen Engel, Rainer Nagel (2000, ISBN 0-387-98463-1)
195. Elementary Methods in Number Theory. Melvyn B. Nathanson (2000, ISBN 0-387-98912-9)
196. Basic Homological Algebra. M. Scott Osborne (2000, ISBN 0-387-98934-X)
197. The Geometry of Schemes. David Eisenbud, Joe Harris (2000, ISBN 0-387-98638-3)
198. A Course in p-adic Analysis. Alain M. Robert (2000, ISBN 0-387-98669-3)
199. Theory of Bergman Spaces. Hakan Hedenmalm, Boris Korenblum, Kehe Zhu (2000, ISBN 0-387-98791-6)
200. An Introduction to Riemann-Finsler Geometry. David Bao, Shiing-Shen Chern, Zhongmin Shen (2000, ISBN 1-4612-7070-7)
201. Diophantine Geometry. Marc Hindry, Joseph H. Silverman (2000, ISBN 0-387-98975-7)
202. Introduction to Topological Manifolds. John M. Lee (2011, ISBN 978-1-4419-7939-1)
203. The Symmetric Group – Representations, Combinatorial Algorithms, and Symmetric Functions. Bruce E. Sagan (2001, ISBN 0-387-95067-2)
204. Galois Theory. Jean-Pierre Escofier (2001, ISBN 0-387-98765-7)
205. Rational Homotopy Theory. Yves Félix, Stephen Halperin, Jean-Claude Thomas (2000, ISBN 0-387-95068-0)
206. Problems in Analytic Number Theory. M. Ram Murty (2007, ISBN 978-0-387-95143-0)
207. Algebraic Graph Theory. Chris Godsil, Gordon F. Royle (2001, ISBN 0-387-95241-1)
208. Analysis for Applied Mathematics. Ward Cheney (2001, ISBN 0-387-95279-9)
209. A Short Course on Spectral Theory. William Arveson (2002, ISBN 0-387-95300-0)
210. Number Theory in Function Fields. Michael Rosen (2002, ISBN 0-387-95335-3)
211. Algebra. Serge Lang (2002,  ISBN 0-387-95385-X)
212. Lectures on Discrete Geometry. Jiří Matoušek (2002, ISBN 0-387-95374-4)
213. From Holomorphic Functions to Complex Manifolds. Klaus Fritzsche, Hans Grauert (2002, ISBN 0-387-95395-7)
214. Partial Differential Equations. Jürgen Jost (2013, ISBN 978-1-4614-4808-2)
215. Algebraic Functions and Projective Curves. David M. Goldschmidt (2003, ISBN 0-387-95432-5)
216. Matrices – Theory and Applications. Denis Serre (2010,  ISBN 978-1-4419-7682-6)
217. Model Theory: An Introduction. David Marker (2002, ISBN 0-387-98760-6)
218. Introduction to Smooth Manifolds. John M. Lee (2012, ISBN 978-1-4419-9981-8)
219. The Arithmetic of Hyperbolic 3-Manifolds. Colin Maclachlan, Alan W. Reid (2003, ISBN 0-387-98386-4)
220. Smooth Manifolds and Observables. Jet Nestruev (2003, ISBN 0-387-95543-7)
221. Convex Polytopes. Branko Grünbaum (2003, ISBN 0-387-00424-6)
222. Lie Groups, Lie Algebras, and Representations – An Elementary Introduction. Brian C. Hall (2015, ISBN 978-3-319-13466-6)
223. Fourier Analysis and its Applications. Anders Vretblad (2003, ISBN 0-387-00836-5)
224. Metric Structures in Differential Geometry. Gerard Walschap (2004, ISBN 0-387-20430-X)
225. Lie Groups. Daniel Bump (2013, ISBN 978-1-4614-8023-5)
226. Spaces of Holomorphic Functions in the Unit Ball. Kehe Zhu (2005, ISBN 0-387-22036-4)
227. Combinatorial Commutative Algebra. Ezra Miller, Bernd Sturmfels (2005, ISBN 0-387-22356-8)
228. A First Course in Modular Forms. Fred Diamond, J. Shurman,  (2006, ISBN 0-387-23229-X)
229. The Geometry of Syzygies. David Eisenbud (2005, ISBN 0-387-22215-4)
230. An Introduction to Markov Processes. Daniel W. Stroock (2014, ISBN 978-3-540-23499-9)
231. Combinatorics of Coxeter Groups. Anders Björner, Francisco Brenti (2005, ISBN 3-540-44238-3)
232. An Introduction to Number Theory. Graham Everest, Thomas Ward,  (2005, ISBN 1-85233-917-9)
233. Topics in Banach Space Theory. Fernando Albiac, Nigel Kalton (2016, ISBN 978-3-319-31555-3)
234. Analysis and Probability – Wavelets, Signals, Fractals. Palle E. T. Jorgensen (2006, ISBN 0-387-29519-4)
235. Compact Lie Groups. Mark R. Sepanski (2007, ISBN 978-0-387-30263-8)
236. Bounded Analytic Functions. John B. Garnett (2007, ISBN 978-0-387-33621-3)
237. An Introduction to Operators on the Hardy-Hilbert Space. Ruben A. Martinez-Avendano, Peter Rosenthal (2007, ISBN 978-0-387-35418-7)
238. A Course in Enumeration. Martin Aigner (2007, ISBN 978-3-540-39032-9)
239. Number Theory – Volume I: Tools and Diophantine Equations. Henri Cohen (2007, ISBN 978-0-387-49922-2)
240. Number Theory – Volume II: Analytic and Modern Tools. Henri Cohen (2007, ISBN 978-0-387-49893-5)
241. The Arithmetic of Dynamical Systems. Joseph H. Silverman (2007, ISBN 978-0-387-69903-5)
242. Abstract Algebra. Pierre-Antoine Grillet (2007, ISBN 978-0-387-71567-4)
243. Topological Methods in Group Theory. Ross Geoghegan (2007, ISBN 978-0-387-74611-1)
244. Graph Theory. Adrian Bondy, U. S. R. Murty (2008, ISBN 978-1-84628-969-9)
245. Complex Analysis: Introduced in the Spirit of Lipman Bers. Jane P. Gilman, Irwin Kra,  Rubi E. Rodriguez (2007, ISBN 978-0-387-74714-9)
246. A Course in Commutative Banach Algebras. Eberhard Kaniuth,  (2008, ISBN 978-0-387-72475-1)
247. Braid Groups. Christian Kassel, Vladimir Turaev (2008, ISBN 978-0-387-33841-5)
248. Buildings Theory and Applications. Peter Abramenko, Ken Brown (2008, ISBN 978-0-387-78834-0)
249. Classical Fourier Analysis. Loukas Grafakos (2014, ISBN 978-1-4939-1193-6)
250. Modern Fourier Analysis. Loukas Grafakos (2014, ISBN 978-1-4939-1229-2)
251. The Finite Simple Groups. Robert Arnott Wilson (2009, ISBN 978-1-84800-987-5)
252. Distributions and Operators. Gerd Grubb (2009, ISBN 978-0-387-84894-5)
253. Elementary Functional Analysis. Barbara D. MacCluer (2009, ISBN 978-0-387-85528-8)
254. Algebraic Function Fields and Codes. Henning Stichtenoth (2009, ISBN 978-3-540-76877-7)
255. Symmetry, Representations, and Invariants. Roe Goodman, Nolan Wallach (2009, ISBN 978-0-387-79851-6)
256. A Course in Commutative Algebra. Gregor Kemper (2010, ISBN 978-3-642-03544-9)
257. Deformation Theory. Robin Hartshorne (2010, ISBN 978-1-4419-1595-5)
258. Foundations of Optimization. Osman Guler (2010, ISBN 978-0-387-34431-7)
259. Ergodic Theory – with a view towards Number Theory. Thomas Ward, Manfred Einsiedler (2011, ISBN 978-0-85729-020-5)
260. Monomial Ideals. Jürgen Herzog, Hibi Takayuki (2010, ISBN 978-0-85729-105-9)
261. Probability and Stochastics. Erhan Cinlar (2011, ISBN 978-0-387-87858-4)
262. Essentials of Integration Theory for Analysis. Daniel W. Stroock (2012, ISBN 978-1-4614-1134-5)
263. Analysis on Fock Spaces. Kehe Zhu (2012, ISBN 978-1-4419-8800-3)
264. Functional Analysis, Calculus of Variations and Optimal Control. Francis H. Clarke (2013, ISBN 978-1-4471-4819-7)
265. Unbounded Self-adjoint Operators on Hilbert Space. Konrad Schmüdgen (2012, ISBN 978-94-007-4752-4)
266. Calculus Without Derivatives. Jean-Paul Penot (2012, ISBN 978-1-4614-4537-1)
267. Quantum Theory for Mathematicians. Brian C. Hall (2013, ISBN 978-1-4614-7115-8)
268. Geometric Analysis of the Bergman Kernel and Metric. Steven G. Krantz (2013, ISBN 978-1-4614-7923-9)
269. Locally Convex Spaces. M Scott Osborne (2014, ISBN 978-3-319-02044-0)
270. Fundamentals of Algebraic Topology. Steven Weintraub (2014, ISBN 978-1-4939-1843-0)
271. Integer Programming. Michelangelo Conforti, Gérard P. Cornuéjols, Giacomo Zambelli (2014, ISBN 978-3-319-11007-3)
272. Operator Theoretic Aspects of Ergodic Theory. Tanja Eisner, Bálint Farkas, Markus Haase, Rainer Nagel (2015, ISBN 978-3-319-16897-5)
273. Homotopical Topology. Anatoli Fomenko, Dmitry Fuchs (2016, ISBN 978-3-319-23487-8)
274. Brownian Motion, Martingales, and Stochastic Calculus. Jean-François Le Gall (2016, ISBN 978-3-319-31088-6)
275. Differential Geometry – Connections, Curvature, and Characteristic Classes. Loring W. Tu (2017, ISBN 978-3-319-55082-4)
276. Functional Analysis, Spectral Theory, and Applications. Manfred Einsiedler, Thomas Ward (2017, ISBN 978-3-319-58539-0)
277. The Moment Problem. Konrad Schmüdgen (2017, ISBN 978-3-319-64545-2)
278. Modern Real Analysis. William P. Ziemer (2017, 2. Auflage, ISBN 978-3-319-64628-2)
279. Binomial Ideals. Jürgen Herzog, Tabayuki Hiki, Hidefumi Ohsugi (2018, ISBN 978-3-319-95349-6)
280. Introduction to Real Analysis. Christopher Heil (2019, ISBN 978-3-030-26903-6)
281. Intersection Homology and Perverse Sheaves. Laurentiu G. Maxim (2019, ISBN 978-3-030-27644-7)
282. Measure, Integration and Real Analysis. Sheldon Axler (2020, ISBN 978-3-030-33143-6)
283. Basic Representation Theory of Algebras. Ibrahim Assem, Flávio U. Coelho (2020, ISBN 978-3-030-35118-2)
284. Spectral Theory. Basic Concepts and Applications. David Borthwick (2020, ISBN 978-3-030-38002-1)
285. An Invitation to Unbounded Representations of *-Algebras on Hilbert Space. Konrad Schmüdgen (2020, ISBN 978-3-030-46366-3)
286. Lectures on Convex Geometry. Daniel Hug, Wolfgang Weil (2020, ISBN 978-3-030-50180-8)
287. Explorations in Complex Functions. Richard Beals, Roderick C. Wong (2020, ISBN 978-3-030-54533-8)
288. Quaternion Algebras. John Voight (2021, ISBN 978-3-030-56694-4)
289. Ergodic Dynamics. Jane Hawkins (2021, ISBN 978-3-030-59242-4)
290. Lessons in Enumerative Combinatorics. Ömer Eğecioğlu, Adriano M. Garsia (2021, ISBN 978-3-030-71250-1)
291. Mathematical Logic. Heinz-Dieter Ebbinghaus, Jörg Flum, Wolfgang Thomas (2022, ISBN 978-3-030-73839-6)
292. Random Walk, Brownian Motion and Martingales, Rabi Bhattacharya, Edward C. Waymire (2021, ISBN 978-3-030-78939-8)
293. Stationary Processes and Discrete Parameter Markov Processes. Rabi Bhattacharya, Edward C. Waymire (2022, ISBN 978-3-031-00941-9)
294. Partial Differential Equations, Wolfgang Arendt, Karsten Urban (2023, ISBN 978-3-031-13378-7)
295. Measure Theory, Probability, and Stochastic Processes, Jean-François Le Gall (2022, ISBN 978-3-031-14205-5)
296. Drinfeld Modules, Mihran Papikian (2023, ISBN 978-3-031-19706-2)
297. Random Walks on Infinite Groups, Steven P. Lalley (2023, ISBN 978-3-031-25631-8)
298. More Explorations in Complex Functions, Richard Beals, Roderick S.C. Wong (2023, ISBN 978-3-031-28287-4)
299. Continuous Parameter Markov Processes and Stochastic Differential Equations, Rabi Bhattacharya, Edward C. Waymire (2023, ISBN 978-3-031-33294-4)
300. An Introduction to Automorphic Representations, Jayce R. Getz, Heekyoung Hahn (2024, ISBN 978-3-031-41151-9)
301. An Invitation to Mathematical Logic, David Marker (2024, ISBN 978-3-031-55367-7)
302. Fundamentals of Fourier Analysis, Loukas Grafakos (2024, ISBN 978-3-031-56499-4)
303. A Course in Real Algebraic Geometry, Claus Scheiderer (2024, ISBN 978-3-031-69212-3)